# Буссе-Пальма, Георг
Георг Буссе-Пальма (нем. Georg Busse-Palma; 1876—1915) — немецкий поэт.

## Биография
Георг Буссе-Пальма родился 20 июня 1876 года в городе Мендзыхуде.
Впервые обратил на себя внимание сборником «Lieder eines Zigeuners» (1899). Эта оригинальная книга была как бы отголоском скитальческой, «цыганской» жизни, сравнительно редко отражающейся в немецкой поэзии. В ней ярко сказалось пристрастие автора ко всем сюжетам, так или иначе связанным со смертью. Автор одного из отзывов об этой книге, В. фон Шольц, назвал Буссе-Пальму «Певцом смерти» — и это название за ним утвердилось.
В позднейших стихотворных сборниках Буссе-Пальмы («Zwei Bücher der Liebe», «Die singende Sünde», 1904) звучат, однако, и некоторые другие, более жизнерадостные мотивы.
Согласно ЭСБЕ, достоинства поэзии Буссе-Пальмы — искренность, отсутствие шаблона и фальши, иногда — близость к народному творчеству. В сборнике его рассказов и очерков: «Mord-Geschichten, die mein Dolch erzählt» также говорится об убийствах и смерти.
Георг Буссе-Пальма умер 14 февраля 1915 в городе Тойпице.